# Dekanat Wrocław Katedra
Dekanat Wrocław Katedra – jeden z 33 dekanatów w rzymskokatolickiej archidiecezji wrocławskiej. 
W skład dekanatu wchodzi 13 parafii:
- Parafia Najświętszego Imienia Jezus → Wrocław-Stare Miasto
- Parafia Najświętszego Serca Jezusowego → Wrocław, pl. Grunwaldzki
- Parafia Najświętszej Maryi Panny na Piasku → Wrocław-Stare Miasto
- Parafia św. Bonifacego → Wrocław-Nadodrze
- Parafia cywilno-wojskowa św. Elżbiety → Wrocław-Stare Miasto
- Parafia św. Jana Chrzciciela → Wrocław-Stare Miasto
- Parafia św. Macieja (Centralny Ośrodek Duszpasterstwa Akademickiego) → Wrocław-Stare Miasto
- Parafia św. Michała Archanioła → Wrocław-Ołbin
- Parafia św. Wawrzyńca → Wrocław-Ołbin
- Parafia Świętego Krzyża → Wrocław-Stare Miasto
- Parafia Najświętszej Maryi Panny Matki Miłosierdzia → Wrocław-Kowale
- Parafia Opieki św. Józefa → Wrocław-Ołbin
- Parafia Najświętszej Maryi Panny Częstochowskiej → Wrocław-Zalesie